# Atelomycterus macleayi
Atelomycterus macleayi е вид пилозъба акула от семейство Scyliorhinidae. Видът не е застрашен от изчезване.

## Разпространение
Разпространен е в Австралия (Западна Австралия и Северна територия).

## Описание
На дължина достигат до 60 cm.